# Rektorat Najświętszej Maryi Panny Fatimskiej w Czorsztynie
Rektorat NMP Fatimskiej w Czorsztynie – rzymskokatolicki rektorat należący do dekanatu Niedzica w archidiecezji krakowskiej.

## Historia rektoratu
Do 2011 roku Czorsztyn należał do parafii św. Mikołaja w Maniowach. 
W tym samym roku utworzony został rektorat pw. NMP Fatimskiej. Znajduje się przy ul. Jana Pawła II.
Rektoratem zarządza ks. Stanisław Pieróg (od 2011).

### Zasięg rektoratu
Rektorat swym zasięgiem obejmuje 400 wiernych  z Czorsztyna (ulice: Zamkowa, Pienińska, Drohojowskich, Jana Pawła II, Krótka, Leśna, Ku Helenie, Polna, Rycerska, Turystyczna, Wronina i Stylchyn), (dzielnice: Nadzamcze, Wronina, Harcygrąd, Za Obłazem).